# Chris White (giocatore di football americano)
Christopher Andrew White, detto Chris (Mobile, 15 gennaio 1989), è un ex giocatore di football americano statunitense che ha militato nel ruolo di linebacker nella National Football League (NFL). Fu scelto nel corso del sesto giro (169º assoluto) del Draft NFL 2011 dai Buffalo Bills. Al college ha giocato a football all'Università statale del Mississippi.

## Carriera professionistica

### Buffalo Bills
White fu scelto dai Buffalo Bills nel corso del sesto giro del Draft 2011. Debuttò come professionista nella settimana 1 forzando un fumble nella vittoria sui Kansas City Chiefs. Nella sua stagione da rookie disputò 7 partite, nessuna come titolare, mettendo a segno 8 tackle. Nella stagione 2012 scese in campo in 15 gare facendo registrare 11 tackle.

### Detroit Lions
Il 25 agosto 2013, i Bills scambiarono White per il quarterback Thaddeus Lewis con i Detroit Lions.

### New England Patriots
Dopo essere stato svincolato dai Lions, White il 1º settembre 2013 firmò coi New England Patriots.

## Palmarès

### Franchigia
- Super Bowl : 1

New England Patriots: XLIX
- American Football Conference Championship: 1

New England Patriots: 2014

## Statistiche
| Partite totali      | 38  |
| Partite da titolare | 0   |
| Tackle              | 28  |
| Sack                | 0,0 |
| Intercetti          | 0   |
| Fumble forzati      | 1   |

Statistiche aggiornate alla stagione 2013